# Raymond Petit (musicien)
Pour les articles homonymes, voir Raymond Petit.
Raymond Petit (né le 6 juillet 1893 à Neuilly-sur-Seine et décédé le 25 septembre 1976 à Annemasse) est un compositeur et critique musical français.

## Biographie

### Jeunesse et vie privée
Le Ménestrel du 19 juin 1925 présente Raymond Petit ainsi : « Physionomie connue de nos concerts, collaborateur de La Revue musicale, Raymond Petit reste fort ignoré comme compositeur. Ceux qui savent ses voyages à travers une partie de l'Europe, en Afrique et aux Antilles, la variété de ses curiosités, ses préoccupations d'ordre philosophique ou politique, sont tentés de ne voir en lui qu'un musicien dilettante. Or Raymond Petit, loin d'être un amateur, possède une technique musicale que bien des critiques ou même des compositeurs pourraient lui envier. Aucune des œuvres entendues l'autre soir au Caméléon ne décelait chez cet élève de Tournemire une faiblesse de métier…. »
Petit épousa Henriette Bourdeau, fille de Jean Bourdeau,. La cérémonie eut lieu en juin 1927 à l'église Saint-Pierre-de-Chaillot.

### Critique et conférencier
Petit contribua à La Revue musicale, dans la section « Notes et chroniques » : il s'agissait de courts articles sur l'activité musicale, par exemple sur la revue du Moulin rouge, la Revue nègre et le clown musical Grock qui se produisait alors au Palace. Plus sérieusement, La Revue musicale de janvier 1925 publia un numéro spécial, Lully et l'opéra français avec, en supplément musical, Airs et chansons de Lully publiés [transcrits] par Raymond Petit. Dans le numéro de février 1929 de La Revue musicale, il publia la première étude sur la musique d'Alexandre Tansman, auquel il consacra un autre article en septembre. Il fournit encore une note sur Le Chanteur de jazz, le premier film parlant (La Revue musicale no 7, 1929). Le Ménestrel s'enorgueillissait aussi de l'employer : le numéro de janvier-avril 1927 présente un article sur La Musique et l’univers spirituel.
De manière plus classique, il écrivit sur Le Falstaff de Verdi pour la Revue Pleyel (janvier-avril 1927). L'Europe nouvelle du 23 juillet 1927 publia un long article sur « L'été de la musique », à Francfort-sur-le-Main. Il s'agissait d'une exposition internationale « en l'honneur de la musique » avec de nombreux concerts. En avril 1929, Petit publia dans la revue Musique (no 7) un article sur « trois musiciens hispano-américains : Pedro Humberto Allende, Alfonso Broqua, Ponce'. » À l'occasion du concert de son ami Yves Tinayre à Montpellier ; le 27 mars 1931, les lecteurs du Sud : Journal républicain du matin purent lire un long article bien informé signé de… Raymond Petit.
Petit fut également conférencier : C'est devant le Groupe d'études philosophiques et scientifiques pour l'examen des idées nouvelles que Petit prit la parole en janvier 1925 pour présenter Erwin Schulhoff et ses Cinq études de Jazz pour piano à « demi-ton », avant qu'elles soient jouées par le compositeur. Selon Les Nouvelles littéraires du 4 avril 1925, il parla le 23 avril 1925 à l'amphithéâtre Michelet, à la Sorbonne, sur 'L'inconscient et la musique' dans le cadre des activités du même Groupe d'études philosophiques et scientifiques.
Le 15 juin 1925, en compagnie de Boris de Schlœzer, il donna une conférence à la salle de la Société Théosophique (4, Square Rapp). Il présenta l'œuvre très avant-gardiste de Nicolas Oboukhov, le Livre de la vie, pour chant, deux pianos, croix sonore et orchestre, avant que le compositeur en fasse entendre la Préface et quelques fragments au piano. En janvier 1927, il présenta une « causerie » à la Sorbonne lors d'un concert radiodiffusé par la Station radio téléphonique de l'École supérieure des PTT portant sur des œuvres employant la gamme des quarts de ton. Le 6 mai 1928, il donna une conférence sur « La pensée musicale » pour La Science Spirituelle (6, rue Huyghens),. Le 28 octobre 1931, Petit présenta le concert que donnait Tinayre dans les salons de l'Institut de Coopération Intellectuelle (au Palais-Royal), organisé par Elizabeth Sprague Coolidge : Tinayre chanta Trois récits de l'évangile de Francesco Malipiero. Il donna enfin une des conférences de la Schola Cantorum[Laquelle ?], le 3 mai 1937, sur « La Musique et la pensée ».
Raymond Petit, « le compositeur connu, gendre de notre charmant et regretté Jean Bourdeau », faisait partie des « principaux anthroposophes français » réunis à Dornach (le Goetheanum, à Dornach, est le siège de la Société anthroposophique universelle) en 1932, selon Maurice Muret.

### Compositeur
Le 11 mars 1913, Petit participa à un concert du Salon des musiciens français, Salle des Concerts du Conservatoire (2, rue du Conservatoire). Les autres compositeurs étaient Charles Tournemire et Théodore Dubois pour les plus connus, Marcel Noël (Impromptu pour harpe joué par Lily Laskine), et d'autres moins connus. Petit présenta son Poème pour Solo et Chœurs, interprété par Mlle Gabrielle Dauly (cantatrice et compositrice) et les Chœurs mixtes, avec au piano Henri Gilles.
Le 3 mars 1925, Petit fut joué au Caméléon. Dans la présentation faite par Boris de Schlœzer, celui-ci insiste sur la « religiosité, [le] mysticisme de plus en plus marqué » du compositeur, et sur son « style essentiellement mélodique ». Au programme figuraient, notamment, le Cantique au Soleil (tiré d'un oratorio sur Saint François d'Assise) interprété par Yves Tinayre, « et dont la partition d’orchestre fut très intelligemment réduite au piano par M. Perlemuter », et des œuvres plus anciennes, deux Pièces graves pour quatuor à cordes. Maurice Brillant assistait au même concert, et en retint des « mélodies sur des textes en quatre ou cinq langues, qu'il choisit pour leur sonorité particulière » et qualifia Petit d'« excellent compositeur. » En mars 1925 eut lieu la création, au concert de La Revue musicale, au théâtre du Vieux-Colombier, de l'Hymne Védique de Petit, chanté par Joy Demarquette accompagnée par « l’habile flûtiste qu’est M. Albert Manouvrier ». C'est le jeune compositeur Pierre-Octave Ferroud qui en rendit compte : « D'un souffle large, d’une ligne mélodique ample, au sein d'une atmosphère profondément évocatrice, cette œuvre nous rend impatients de connaître ses sœurs. M. Raymond Petit, grand voyageur devant l’Éternel, écrit peu. Il mûrit longtemps ce qu’il fait, mais il nous épargne ainsi, en même temps qu’il s'épargne à lui-même, ces essais hâtifs qui ne mènent à rien.
Son style original revient, semé de trouvailles curieuses, dans ce Dialogue pour deux violons qu’il présenta le 1er avril à la SMI, par le truchement de Mlles H. de Sampigny et Theys ». Le même concert permit d'entendre des pièces de guitare jouées par Andrés Segovia.
En avril 1925, Y. Tinayre donna un concert chez la comtesse Aynard de Chabrillan (8, rue Christophe-Colomb). Accompagné au piano par Vlado Perlemuter, il chanta des mélodies que The Chicago tribune and the Daily News trouva « decidedly modern ». Le 3 juin 1925, au Caméléon, Y. Tinayre et Vlado Perlemuter donnèrent la deuxième exécution publique du Cantico al Solealors que Joy Demarquette et Gaston Blanquart donnaient l'Hymne védique pour chant et flûte. Le même jour, il participa à l'enquête de Paris-midi, par le truchement d'André Cœuroy et André Schaeffner, sur les groupes de jazz. Le Ménestrel du 19 juin 1925 rend ainsi compte du concert du 3 juin : « Même la plus contestable d'entre elles [les œuvres de Petit] — à notre avis —, le Dialogue pour deux violons, était le produit moins d'une inexpérience contrapunctique que d'exigences polyphoniques qui entraînent hors du plan instrumental. A cet égard, la première des Pièces graves pour quatuor à cordes est, des œuvres de Raymond Petit, celle où, tout en restant sur des positions instrumentales très sûres, les recherches d'ordre polyphonique aboutissent aux résultats harmoniques les plus audacieux : c'est aussi l'une de ses meilleures œuvres, avec le Cantico al Sole tiré d'un oratorio sur saint François d'Assise et dont M. Yves Tinayre exprima toute l'ardeur mélancolique. »
Le 16 janvier 1926, à la salle Gaveau, avait lieu la première d'Andantino (sans doute la Sicilienne) de Petit par Andrés Segovia qui jouait aussi la Sérénade, de Gustave Samazeuilh, son contemporain. Y. Tinayre se fit encore le champion de Petit au concert du 4 mai 1926 (salle de l'ancien Conservatoire). Le 2 février 1927, le 124e concert de la Société musicale indépendante permettait d'entendre Deux chants religieux « en première audition », selon le critique. L'une de ces pièces était l'Hymne védique (par Yves Tinayre et Gaston Blanquart), déjà donné plusieurs fois, et l'autre, que Louis Aubert trouva plus critiquable, Glosa, « où Mme Rachele Maragliano-Mori exprima les aspirations de sainte Thérèse d'Avila. L'évocation des mystères de la création bouddhique est habilement réalisée par la simple vibration de deux colonnes d'air dans une échelle impalpable. » C'est de nouveau Tinayre qui créa « deux très beaux chants qui furent inspirés à M. Raymond Petit par des vers de Torquato Tasso et par le Cantique spirituel de Laurent de Médicis », au Concert Poulet, le 20 février 1927. Lors de « L'été de la Musique » organisé par la Société Internationale pour la Musique Nouvelle, à Francfort-sur-le-Main, du 30 juin au 5 juillet 1927, la musique française fut représentée par le Cantique au soleil de Saint-François-d'Assise, de Raymond Petit et l'Offrande à Siva de Claude Delvincourt.
Le 28 mars 1928, le 134e concert de la Société musicale indépendante à la Salle Erard permit d'entendre deux "Madrigaux" pour chœur a cappella de Petit. Au programme figuraient également la Sonate pour piano de Dukas, la Sonate no 3 pour violoncelle et piano de Tcherepnin une Chanson franciscaine de Simone Plé et d'autres œuvres contemporaines. Parmi les instrumentistes figuraient notamment Plé-Caussade et Tcherepnine.
Le compositeur et critique Louis Vuillemin rendit compte du dernier concert de la Société musicale indépendante dans La Lanterne du 20 mai 1929, et il ne fit pas preuve d'un excès de bienveillance : il loua le courage dont firent preuve Thérèse Chaigneau, pianiste et Angèle Gaudefroy pour interpréter la Sonate pour piano et violon de Petit (« Une longueur excessive, de l'amplification, des répétitions d'un seul accord, au gré de rythmes incohérents, pâle reflet de certaines lueurs strawinskystes, donnent à cette Sonate un abord agressif et ingrat »). Il n'est plus chaleureux que pour les Paysages d'Inghelbrecht et la Sonatine pour quatuor à cordes de Pierre Menu.
En mai 1931 eut lieu un Festival Raymond Petit et Georges Dandelot organisé par l'Européen, retransmis sur Radio Tour Eiffel le 24 mai. Au programme des œuvres de Petit figuraient :  Deux Madrigaux pour chœur a cappella : Bruit de l’homme (Paul Claudel) et 'Lèvres mi-closes' (Ed. Carpentier), par le quatuor vocal « L'Accord parfait » ; le Prélude pour flûte et piano par Marcel Moyen et l'auteur; Deux airs: a) Aria (Lorenzo « Médew » : est-ce le Cantique spirituel de Laurent de Médicis ?), avec flûte et piano; b) Chant spirituel, avec piano, par Régine de Lormoy, Marcel Moyse et Arthur Hoérée ; deux extraits de La Flûte enchantée de Goethe : a) Ouverture, piano à quatre mains par Pierre Maire et Arthur Hoérée ; b) n'est pas précisé ! ; deux pièces pour chant : a) Bénédiction (Baudelaire) ; b) Hymne, extrait des Upanishad, avec flûte solo (il s'agit donc de l'Hymne védique), par Régine de Lormoy, Marcel Moyse et l'auteur. En décembre 1931 eut lieu un des concerts offerts par « Mrs. Elisabeth Coolidge et composés d'œuvres commandées par elle. Les plus intéressants compositeurs contemporains figurent à ces programmes. » Ce concert permit d'entendre « deux pièces vocales d'inspiration religieuse » de Petit, et des œuvres de Frank Bridge (un Trio), Alexandre Tansman (une suite pour petit orchestre), Paul Hindemith et Francisco Malipiero (Cantari alla madrigalesca).

## Œuvres
- Poème pour Solo (soprane) et Chœurs mixtes (1913 au plus tard) ;
- Aria sur des vers de Torquato Tasso ;
- Cantique spirituel de Laurent de Médicis, pour chant et orchestre à cordes, 1re audition 20 février 1927, 13e Concert Poulet, Tinayre, sous la direction de Gaston Poulet) ;
- Pièces graves pour quatuor à cordes ;
- Sonate pour piano et violon, mai 1919, concert de la SMI ;
- Dialogue pour deux violons, 1er avril 1925 à la SMI ;
- Hymne védique pour chant et flûte (texte tiré des Upanishad), créé par Joy Demarquette le 28 mars 1925, publié au Ménestrel[19] ;
- Cantico al Sole (tiré d'un oratorio sur Saint François d'Assise) ;
- Deux madrigaux pour chœur a cappella : Bruit de l’homme (Paul Claudel) ; 'Lèvres mi-closes' (Ed. Carpentier), 26 mars 1928 ;
- Deux chants religieux (l'un avec flûte), première audition le 2 février 1927 à la SMI. L'un d'eux est 'Glosa', l'autre est sans doute l'Hymne védique ;
- Pièces de guitare créées par Andrès Segovia : Sicilienne (écrite pour A. Segovia : créée sous le titre Andantino)[30] ; Nocturne pour guitare (écrit pour Emilio Pujol) ;
- Prélude pour flûte et piano créé par M. Marcel Moyen et l'auteur ;
- Deux airs: a) Aria ( Lorenzo Médew : Laurent de Médicis ?), avec flûte et piano ; b) Chant spirituel, avec piano ('Glosa' ?), créé par Régine de Lormoy, Marcel Moyse et Arthur Hoérée ;
- Deux extraits de La flûte enchantée de Goethe ; a) 'Ouverture', piano à quatre mains par MM. Pierre Maire et Arthur Hoérée ; et b) ? ;
- Bénédiction (Baudelaire, Les Fleurs du mal) ;
- Chansons, mélodies.